# Kettering
Kettering är en stad i civil parish Kettering Town, i kommunen North Northamptonshire i England. Staden var huvudort i distriktet med samma namn och ligger vid floden Ise, cirka 21 kilometer nordost om Northampton och cirka 10 kilometer söder om Corby. Tätortsdelen (built-up area sub division) Kettering hade 56 226 invånare vid folkräkningen år 2011.
Stadens ekonomi byggde på skoindustrin. När järnvägen kom på 1800-talet dök andra industrier upp, som ingenjörskonst och kläder. Lyxklädesmärket Aquascutum byggde sin första fabrik här 1909. Nu baseras industrin mestadels på service och distribution på grund av stadens centrala läge och bra kommunikationer. Staden nämndes i Domedagsboken (Domesday Book) år 1086, och kallades då Cateringe.
Det lokala fotbollslaget Kettering Town FC spelar i National League North, som är den sjätte nivån i det engelska ligasystemet.